# Széplakapáti
Koordináták: é. sz. 48° 40′ 19″, k. h. 21° 18′ 49″48.671944°N 21.313611°ESzéplakapáti (szlovákul: Opátska) 1945 óta Abaszéplak és 1976 óta – vele együtt – Kassa város része Szlovákiában, a Kassai kerület Kassai IV. járásában.

## Fekvése
Kassától 7 km-re délkeletre, a Hernád bal partján fekszik. Abaszéplak városrész északnyugati részét képezi. Ma Abaszéplakon az Opátska utca emlékeztet az egykori településre.

## Története
Az 1427. évi adóösszeírásban „Apáti” néven említik először, mint a széplaki apátság birtokát. Később az 1566-ban alapított nagyszombati Szent István szeminárium birtoka lett, melyet 1850-ben Esztergomba telepítettek át.
Vályi András szerint: „APÁTI, és Széplak Apáti. Tótfalu Abauj Vármegyében, birtokosa Szent István Szerzetebéli Kis Papság, vagy a’ religyiói Kintstár, lakosai katolikusok, fekszik a’ Csereháti járásban. Ambár egy részét házainak, és belső fundusainak is Hernád vize néha elönti; de mivel más minden kívántató javai vannak, és Kassa Városához is közel van, a’ hol vagyonnyait jól eladhattya, az első Osztályba tétettetett.”
Fényes Elek szerint: „Apáthi, Hosszú Szer, Rövid Szer, három összeolvadt tót-magyar falu, Abauj vgyében, mellyek közönségesen csak Széplaknak neveztetnek. Számlál 906 r. kath., 50 görög kath., 37 evang., 132 ref., 26 zsidó lak. Kath. paroch. templom. Termékeny föld, erdő. Van itt b. Meskónak egy kastélyja, egy szép nagy kerttel együtt. F. u. az első helységnek a Sz. István seminariuma, másodiknak az egri káptalan, a harmadiknak b. Meskó. Ut. p. Kassa.”
Borovszky Samu szerint: „Széplak-Apáti és Abauj-Széplak egymással összeépült községek. Az előbbinek 45 háza, 370 magyar és tót lakosa van, székhelye a körjegyzőségnek. Az utóbbinak 146 háza, 1019 tót lakosa van. A posta helyben, távirója Bárczán van. Itt van Widder Mórnak megyeszerte hires tisztavérü pinzgaui tehenészete és nagy tejgazdasága és az esztergomi papnevelő intézet uradalmi főtisztsége. A falu mellett a megye legnagyobb czigánytelepe van. Széplakot Thököly Imre 1678-ban elfoglalta.”
A trianoni diktátumig Abaúj-Torna vármegye Kassai járásához tartozott. 1938 és 1945 között – az I. bécsi döntés következtében – ismét magyar fennhatóság alá került.
1910-ben 397 szlovák és magyar lakosa volt. 1945-ben Abaszéplakkal egyesítették és vele együtt 1976-ban Kassához csatolták.
Itt alapították a Felvidék első olyan faüzemét, melyben impregnált fát állítottak elő. Itt épült meg a városrész kultúrháza is.

## Lásd még
- Abaszéplak

## Külső hivatkozások
- Abaszéplak weboldala[halott link]
- Széplakapáti Szlovákia térképén